# Kiss Virág (sportoló)
Kiss Virág (Békéscsaba, 1990. december 27. –) magyar bikini fitnesz világbajnok, fitnesz nagykövet. 2012- ben megnyerte a WBPF Európa Bajnokságot és Világbajnokságot Bangkokban. Majd 2013-ban a nívós Arnold Classic Europe-ot Madridban, 56 versenyző közül ő állhatott a dobogó felső fokára.
2014-ben Amerikában az Arnold Classic Ohio versenyen 3.helyezett lett, 2014-2015ben is végig aktívan versenyzett.
2016-ban 9 versenyt nyert, Arnold Classic Europe-ot, Magyar Bajnokságot, több nemzetközi bajnokságot és Világbajnokságot. Megszerezte a profi kártyát.
2017-ben meghívást kapott a profi Arnold Classic Australia versenyre, ahol a világ legjobb 13 profi bikini fitnesz versenyzője állt színpadra. 2018-19-ben profi versenyzőként aktív volt.
2018 óta versenybíró, mentor. 2020-ban megszületett a kislánya, Zoé.
2019-ben elnyerte az Év Fitnesz Nagykövete díjat. 2013 óta a BioTech USA oszlopos tagja, sportolója, egészségnagykövete.
2019-ben a BioTechUSA szervezésében országos életmód Roadshow előadást tartott. 2022-ben folytatódott az országos Életmód Roadshow több helyszínen is.
 A BioTech USA nagykövete, sportolója.

## Gyermekkora
A sport kiskora óta része az életének. A balett és modern tánc után több évig atletizált. A balett után váltott sportgimnasztikára, de egy bemelegítés közben elszakadt az összes bokaszalagja, a kihagyás után már nem tudott visszatérni ehhez a sporthoz. 2007-ben indult el először Fitkid versenyen, ami jó tapasztalatszerzés volt neki.[forrás?]

## Tanulmányai
Egyszerre két egyetemen folytatta tanulmányait. A Pázmány Péter Katolikus Egyetemen jogot tanult, míg a McDaniel College Budapest egyetemen angolul diplomázott politikatudományból.

## Bikini fitness
Amikor megkezdte jogi tanulmányait Budapesten, felkereste a példaképének tartott fitness versenyzőt, Németh Dorottyát. Csatlakozott a YourBody YourBrand csapatához. Először a 2012-es tavaszi versenyszezonban lépett színpadra Fitness Modell kategóriában. 2012-ben az őszi versenyszezon végén Bangkokból világbajnoki aranyéremmel tért haza. 2013-ban az IFBB szövetséghez igazolt. 2016-tól Berkes László lett az edzője.

### Eredmények
1. 2019. Arnold Classic Africa Profi verseny 7. hely
2. 2017. Arnold Classic Profi verseny Australia 16. hely
3. 2016. IFBB WORLD CHAMPION Lengyelország
4. 2016. Magyar Bajnok
5. 2016. IFBB Bikini Fitness International Cup győztes
6. 2016. 1st IFBB Elite World Cup győztes Anglia
7. 2016. IFBB Diamond Cup győztes (  Liverpool ) Pro Card earned, megszerezte a profi kártyát
8. 2016. IFBB Diamond Cup győztes (Liverpool)
9. 2016. Amateur Olympia győztes (  Prague )
10. 2016. ARNOLD CLASSIC EUROPE győztes
11. 2015. Arnold Classic Europe 4. hely
12. 2015. IFBB Amateur Olympia Liverpool 4. hely
13. 2015. IFBB Hungarian Champion
14. 2015. IFBB World Championship 5. hely Budapest
15. 2015. IFBB European Championship, Spain 4. hely
16. 2015. IFBB MEFOB győztes
17. 2014. Junior Világbajnokság Mexikó 3. hely
18. 2014. Arnold Sports Festival, Colombus OH, USA 3. hely
19. 2013. Arnold Classic Europe győztes (Madrid)
20. 2013. IFBB Arnold Classic Kvalifikációs verseny 2. hely
21. 2013. IFBB Magyar Bajnokság 2. hely
22. 2012. WBPF World Championship Bangkok győztes
23. 2012. WBPF VilágKupa győztes
24. 2012. WBPF European Championship Temesvár győztes
25. 2012. WBPF EB Kvalifikáció Szeged győztes
26. 2012. WBPF Ausztria Kupa győztes

## Magánélete
Személyre szabott étrendeket, edzésterveket készít. 2018-ban megtartotta az első KissVirág Team válogatót. 2020 júliusában megszületett első gyermeke, Zoé.